# Teodoric V d'Holanda
Teodoric V d'Holanda (Vlaardingen, circa 1052 - 17 de juny de 1061 a Gueldre, Països Baixos) va ser comte d'Holanda des de 1061 fins a 1091. Va ser el fill de Florenci I i de Gertruda de Saxònia

## Història
Va succeir el seu pare sota la regència de la seva mare, Gertruda de Saxònia. El bisbe Guillem I d'Utrecht, va aprofitar aquesta circumstància per ocupar les terres que reivindicava a Holanda. Les pretensions de Guillem van ser confirmades per dos diplomes de l'emperador Enric IV, datats a Kaiserswerth el 30 d'abril i el 2 de maig de 1064. Teodoric només va conservar les terres a l'oest del riu Vlie i prop de la desembocadura del Rin. Gertruda i el seu fill es van refugiar a les illes de Frísia (Zelanda), deixant que el bisbe Guillem ocupés el territori disputat. Gertruda es va casar novament el 1063 amb Robert el Frisón, segon fill de Balduí V, comte de Flandes.
Balduí V va cedir al seu fill Robert les cinc illes de Zelanda a l'oest del Riu Escalda, qui va prendre el nom de Governador d'Holanda i tutor del jove Teodoric, defensant amb tanta d'eficàcia els drets del seu fillastre, que el bisbe Guillem va haver de desistir per un temps de les seves pretensions i el 1064 va decidir peregrinar a Terra Santa.
Teodoric va rebre en herència el Flandes imperial. Flandes depenia aleshores del regne de França, però posseïa alguns feus en el Sacre Imperi Romanogermànic. Balduí en va treure temporalment profit d'això per controlar el litoral fins al nord d'Holanda. Robert ostentava el poder sobre tota Frísia, bé pel seu propi dret, o pel del seu fillastre Teodoric.

## La tutela de Robert de Flandes
El 1067 va morir Balduí V, comte de Flandes, i el va succeir el seu fill gran amb el nom de Balduí VI. El nou comte, creient que el seu germà Robert el Frisó, posseïa injustament i contra el seu propi dret, les illes zelandeses, que li havien estat cedides pel seu pare, va envair el comtat d'Holanda per disputar-li la seva possessió. Robert abans d'enfrontar-se a ell, li sol·licita la pau al seu germà; però aquest va rebutjar la petició. Els dos exèrcits s'ataquen amb igual fúria i Balduí, havent-se'n exposat amb poca precaució, va deixar la vida sobre el camp de batalla i el seu germà va obtenir una victòria tan completa que, després de vèncer i dispersar a l'exèrcit flamenc, va entrar fàcilment en possessió del comtat de Flandes.
Després de la mort del seu germà Balduí VI, el 1070, la seva vídua Riquilda d'Hainaut es converteix en tutora d'Arnold III, volent conservar per al seu fill les possessions del seu pare, pretén els feus de Robert. Tanmateix, el comtat d'Holanda és envaït per les tropes de Godofreu el Geperut i del bisbe Guillem I d'Utrecht, qui havia aconseguit de l'emperador la investidura del comtat. Les tropes loreneses s'apoderen aleshores de l'herència holandesa dels fillastres de Robert, al qual derroten en Leiden. Robert es refugia amb la seva esposa Gertruda i els seus fills als dominis del seu cunyat, el duc Ordulf de Saxònia. És allà on Robert rep la sol·licitud d'ajut dels flamencs rebel·lats contra Riquilda. Ordulf de Saxònia li proveeix de tropes perquè pugui tornar a Flandes. Gant, després Ypres i la resta de ciutats flamenques el reconeixen com el seu senyor natural. Robert derrota a Riquilda, i aconsegueix prendre Lilla. Riquilda truca en el seu ajut al rei de França, Felip I, que acudeix en ple hivern, i pren posició al peu del mont Cassel on Robert es va atrinxerar no lluny de Bavinchove. El 22 de febrer de 1071, Robert i els seus piquers flamencs derroten els francesos. En el curs de la batalla de Cassel, Riquilda és feta presonera i el seu fill Arnold III troba la mort. Després d'aquesta victòria, Robert va forçar el rei Felip I a concloure un tractat pel que el rei de França s'obligava a abandonar Riquilda i el seu fill i a donar suport les pretensions de Robert.
A partir d'aquest moment Teodoric V pren el títol de comte d'Holanda.

## Matrimoni i descendència
Teodoric, tranquil possessor dels seus béns, dels que havia estat llarg temps espoliat, va pensar aleshores a casar-se. Ho va fer el 1083 amb Otelinde de Saxònia (1054 - 1124), filla d'Herman o de Frederic, duc de Saxònia, amb la qual va tenir un sol fill: 
- Florenci II (1085 - 1121), comte d'Holanda.

Durant els quinze anys que va viure després del seu matrimoni Teodoric va governar en la més profunda pau, tot i que encara va haver de fer la guerra als frisons a l'est del Zuiderzee. La història observa també que una acta de donació a favor de l'Abadia d'Egmond, Teodoric V s'autotitula «Comte dels holandesos per la gràcia de Déu» com si volgués fer entendre que no depenia de cap sobirà en la terra. Va morir el 17 de juny de 1091 i va ser enterrat a l'Abadia d'Egmond.